# Marie Gayot
Marie Gayot (ur. 18 grudnia 1989) – francuska lekkoatletka specjalizująca się w biegach sprinterskich. 
Międzynarodową karierę zaczynała w 2007 zajmując indywidualnie piąte miejsce w biegu na 400 metrów oraz czwarte w sztafecie 4 x 400 metrów podczas czempionatu Starego Kontynentu juniorów. W 2011 wraz z koleżankami zdobyła w Paryżu brązowy medal halowych mistrzostw Europy w biegu rozstawnym 4 x 400 metrów, ustanawiając halowy rekord Francji – 3:32,16. W 2012 reprezentowała Francję na igrzyskach olimpijskich w Londynie, na których zajęła 6. miejsce w sztafecie 4 × 400 metrów. W 2014 zdobyła złoto mistrzostw Europy w biegu rozstawnym 4 x 400 metrów. Złota medalistka mistrzostw Francji oraz reprezentantka kraju na drużynowych mistrzostwach Europy.
Rekordy życiowe w biegu na 400 metrów: stadion – 50,97 (25 sierpnia 2015, Pekin); hala – 51,98 (17 lutego 2013, Aubière). 
Halowa rekordzistka Francji w sztafecie 4 x 400 metrów (3:28,71 w 2013).

## Osiągnięcia
| Rok  | Impreza                                 | Miejsce        | Konkurencja        | Lokata     | Wynik   |
| ---- | --------------------------------------- | -------------- | ------------------ | ---------- | ------- |
| 2007 | Mistrzostwa Europy juniorów             | Hengelo        | bieg na 400 m      | 5. miejsce | 53,98   |
| 2007 | Mistrzostwa Europy juniorów             | Hengelo        | sztafeta 4 x 400 m | 4. miejsce | 3:37,82 |
| 2011 | Halowe mistrzostwa Europy               | Paryż          | sztafeta 4 x 400 m | 3. miejsce | 3:32,16 |
| 2011 | Młodzieżowe mistrzostwa Europy          | Ostrawa        | bieg na 400 m      | 6. miejsce | 53,86   |
| 2012 | Igrzyska olimpijskie                    | Londyn         | sztafeta 4 x 400 m | 6. miejsce | 3:25,92 |
| 2013 | Halowe mistrzostwa Europy               | Göteborg       | bieg na 400 m      | półfinał   | 53,38   |
| 2013 | Halowe mistrzostwa Europy               | Göteborg       | sztafeta 4 x 400 m | 4. miejsce | 3:28,71 |
| 2013 | Superliga drużynowych mistrzostw Europy | Gateshead      | bieg na 400 m      | 3. miejsce | 51,54   |
| 2013 | Mistrzostwa świata                      | Moskwa         | bieg na 400 m      | półfinał   | 51,54   |
| 2013 | Mistrzostwa świata                      | Moskwa         | sztafeta 4 × 400 m | 3. miejsce | 3:24,21 |
| 2013 | Igrzyska frankofońskie                  | Nicea          | bieg na 400 m      | 2. miejsce | 52,33   |
| 2014 | Mistrzostwa Europy                      | Zurych         | bieg na 400 m      | 7. miejsce | 52,14   |
| 2014 | Mistrzostwa Europy                      | Zurych         | sztafeta 4 × 400 m | 1. miejsce | 3:24,27 |
| 2015 | Halowe mistrzostwa Europy               | Praga          | bieg na 400 m      | 5. miejsce | 53,11   |
| 2015 | Halowe mistrzostwa Europy               | Praga          | sztafeta 4 × 400 m | 1. miejsce | 3:31,61 |
| 2015 | Mistrzostwa świata                      | Pekin          | bieg na 400 m      | półfinał   | 50,97   |
| 2015 | Mistrzostwa świata                      | Pekin          | sztafeta 4 × 400 m | 7. miejsce | 3:26,45 |
| 2016 | Mistrzostwa Europy                      | Amsterdam      | sztafeta 4 × 400 m | 2. miejsce | 3:25,96 |
| 2016 | Igrzyska olimpijskie                    | Rio de Janeiro | sztafeta 4 × 400 m | eliminacje | 3:26,18 |